# Pont-l’Évêque (tổng)
Tổng Pont-l'Évêque là một tổng thuộc tỉnh Calvados trong vùng Normandie.

## Địa lý
Tổng này được tổ chức xung quanh Pont-l'Évêque ở quận Lisieux. Độ cao khu vực này dao động từ 2 m (Saint-Étienne-la-Thillaye) đến 148 m (Coudray-Rabut) với độ cao trung bình 61 m.

## Hành chính
| Liste des conseillers successifs       |           |               |      |         |
| Giai đoạn                              | Giai đoạn | Tên           | Đảng | Tư cách |
| 1998                                   | actuel    | Yves Deshayes | DVD  |         |
| Tất cả các dữ liệu trước đây không rõ. |           |               |      |         |

## Các đơn vị trực thuộc
Tổng Pont-l'Évêque gồm 20 xã với dân số 9 390 người (điều tra dân số năm 1999, dân số không tính trùng)
| Xã                          | Dân số | Mã bưu chính | Mã insee |
| --------------------------- | ------ | ------------ | -------- |
| Beaumont-en-Auge            | 496    | 14950        | 14055    |
| Bonneville-sur-Touques      | 318    | 14800        | 14086    |
| Canapville                  | 222    | 14800        | 14131    |
| Clarbec                     | 275    | 14130        | 14161    |
| Coudray-Rabut               | 333    | 14130        | 14185    |
| Drubec                      | 112    | 14130        | 14230    |
| Englesqueville-en-Auge      | 109    | 14800        | 14238    |
| Glanville                   | 165    | 14950        | 14302    |
| Pierrefitte-en-Auge         | 114    | 14130        | 14500    |
| Pont-l'Évêque               | 4 133  | 14130        | 14514    |
| Reux                        | 251    | 14130        | 14534    |
| Saint-Benoît-d'Hébertot     | 293    | 14130        | 14563    |
| Saint-Étienne-la-Thillaye   | 437    | 14950        | 14575    |
| Saint-Hymer                 | 663    | 14130        | 14593    |
| Saint-Julien-sur-Calonne    | 189    | 14130        | 14601    |
| Saint-Martin-aux-Chartrains | 351    | 14130        | 14620    |
| Surville                    | 381    | 14130        | 14682    |
| Tourville-en-Auge           | 221    | 14130        | 14706    |
| Vauville                    | 253    | 14800        | 14731    |
| Vieux-Bourg                 | 74     | 14130        | 14748    |

## Biến động dân số
| 1962                                                     | 1968  | 1975  | 1982  | 1990  | 1999  |
| -------------------------------------------------------- | ----- | ----- | ----- | ----- | ----- |
| 7 677                                                    | 7 733 | 7 875 | 8 134 | 8 824 | 9 390 |
| Nombre retenu à partir de 1962 : dân số không tính trùng |       |       |       |       |       |